# Repas en famille
Repas en famille je francouzský němý film z roku 1897. Režisérem je Louis Lumièr (1864–1948), záběr natočil Constant Girel (1873–1952). Film trvá necelou minutu a vyšel také pod názvy: Un repas en famille au Japon nebo Vues Japonaines: Repas en famille.

## Děj
Film zachycuje tradiční japonskou rodinu, jak sedí a jí venku. Muž kouří tabák a poté podá hrnek s nápojem dítěti. Žena zase pomahá mladšímu dítěti se napít. I když se muž dvakrát podívá do kamery, všichni se přesto chovají velice přirozeně.